# Wawalag Planitia
La Wawalag Planitia è una struttura geologica della superficie di Venere.